# VAIO
VAIO Corporation (VAIO株式会社, Baio Kabushiki Kaisha, /ˈvaɪ.oʊ/) é um fabricante de computadores pessoais produzidas pela empresa japonesa Japan Industrial Partners (JIP). Originalmente a marca foi lançada pela Sony em 1996 com os modelos Sony VAIO PCV-70 e VAIO PCV-90. Em 6 de fevereiro de 2014, a Sony anuncia a venda de sua divisão de PCs ao fundo de investimento Japan Industrial Partners. O valor da transação não foi revelado, mas a Sony manterá 5% de participação no negócio.

## Etimologia
A palavra "VAIO" vem da sigla Video Audio Integrated Operation (Operação Integrada de Áudio e Vídeo), desde 2008, para celebrar 10 anos do padrão VAIO, seu nome foi mudado para Visual Audio Intelligent Organizer (Organizador Inteligente de Áudio e Vídeo), fazendo referência ao desenvolvimento de software para caixa de som e webcam embutidos. O conceito do logotipo foi criado por Teiyu Goto, supervisor de design de produto a partir do Centro Criativo Sony em Tóquio.

## História

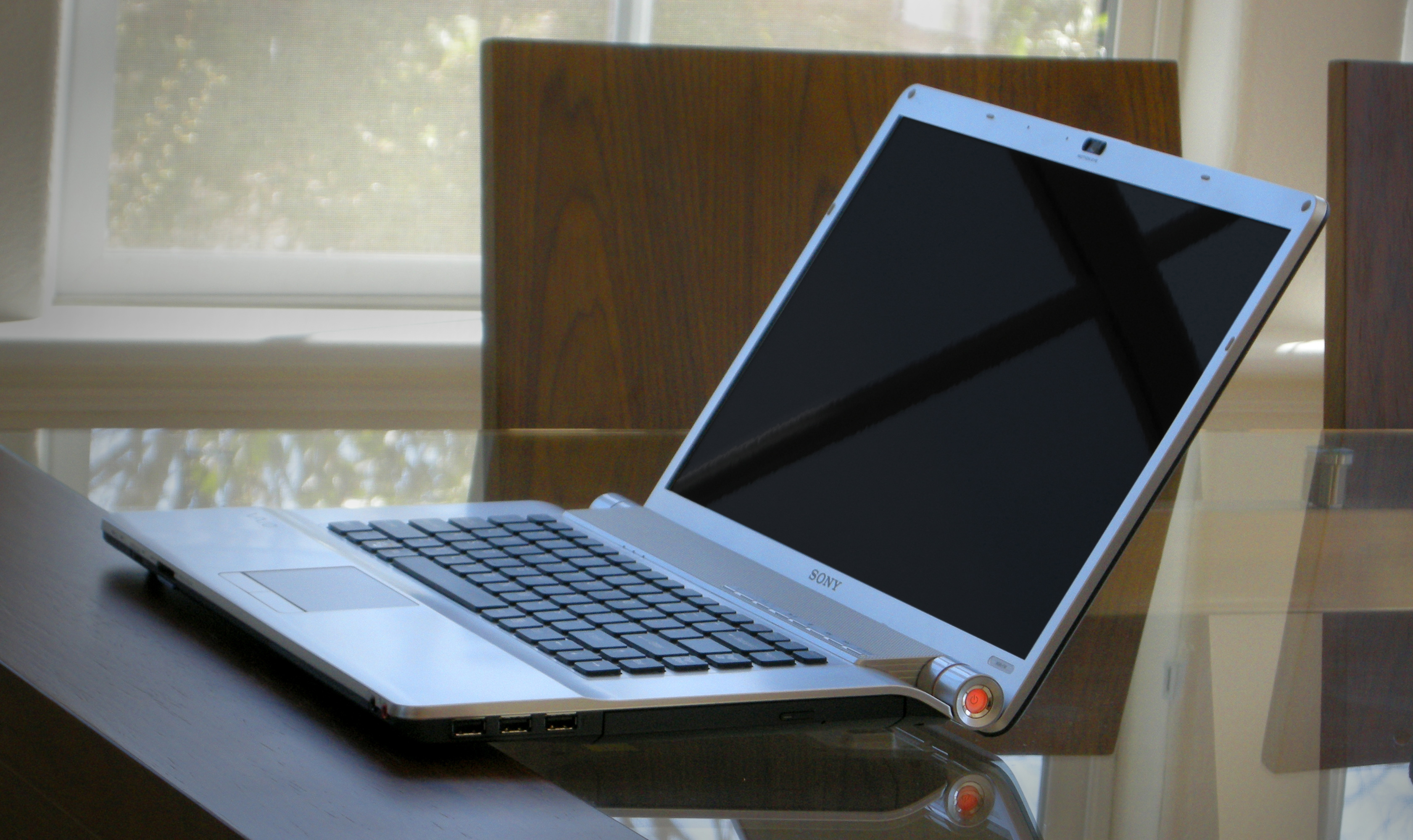
Laptop da Vaio.

A Sony fabricou computadores desde a década de 1980 mas com exclusividade para o mercado japonês. A reestreia da Sony no mercado de computadores global, sob a nova marca Vaio, começou em 1996 com a série de computadores PCV-70 e o PCV-90, que foi projetado com uma interface gráfica 3D como uma novidade para os novos usuários. A primeira geração de computadores portáteis Vaio foi lançado em 1997 nos EUA atraves do modelo PCG-505, que foi projetado para ser "SuperSlim".
Os modelos mais recentes da Sony Vaio foram lançados durante um período com baixas nas vendas de PCs e de modelos incluídos com inovações, como o Vaio Tap, que foi projetado com um teclado completamente separado. Modelos lançados antes da venda da marca, foram complementadas pelo sistema operacional Windows 8.

## Venda para JIP
O grande declínio constante nas vendas de PCs em todo o mundo, foi uma das principais razões de venda da Vaio pela Sony. Existente no mercado desde 1996, os modelos Vaio ficaram conhecidos por serem computadores que apresentavam alto padrão de desempenho e design de primeira. A marca foi responsável por uma série de inovações no ramo, com a introdução de alguns conceitos com designs diferentes e tentando sempre se diferenciar no mercado transmitindo uma imagem de sofisticação, a Sony não conseguiu analisar o mercado e se adequar as mudanças. Com uma política de preços mais agressivos. Somente em 2013 a companhia teve um prejuízo de US$ 1,1 bilhão com a marca.
Em fevereiro de 2014 a Sony anunciou um acordo de intenções de venda de sua divisão de PCs para o grupo de investimentos Japan Industrial Partners (JIP). A venda foi concluída em 1 de Julho de 2014, com a nova companhia sediada na cidade Azumino, província de Nagano. Inicialmente a empresa anunciou que iria distribuir seus produtos apenas para o mercado japonês, mas com o lançamento do tablet hibrido VAIO Z Canvas em outubro de 2015, a Vaio voltou a operar nos Estados Unidos, e no Brasil fechou uma parceria com a Positivo Informática para fabricação e distribuição de seus produtos no país.

## Peças Vaio
- Os computadores VAIO vinham com componentes de empresas como a Intel processadores, Seagate Technology, Hitachi, Fujitsu ou Toshiba discos rígidos, Infineon RAM, Atheros e chipsets sem fio da Intel, Sony (geralmente feita por Hitachi) ou Matsushita drives ópticos, Intel, NVIDIA ou ATI gráficos processadores e alto-falantes da Sony

### Notebooks profissionais
- Série TZ - Notebooks com tela de 11.1" e peso de 1.2kg.
- Série Z - Notebooks com tela de 13,1", com resolução de 1600 x 900 e integração para rede WWAN.
- Série SR - Notebooks com tela de 13,3", voltados para jovens e corporações.
- Série BZ - Notebooks robustos para corporações com tecnologia para biometria de impressões digitais.

### Desktops/digital home
- Série L - Tela de 19" e 22"
- Série TP - Mini PC
- Série RM - Workstation